# Tour de Flandes 1938
El Tour de Flandes 1938 es la 22.ª edición del Tour de Flandes. La carrera se disputó el 10 de abril de 1938, con inicio en Gante y final en Wetteren después de un recorrido de 260 kilómetros. 
El vencedor final fue el belga Edgard De Caluwe, que se impuso en solitario en la llegada a Wetteren. Los también belgas Sylvère Maes y Marcel Kint fueron segundo y tercero respectivamente.

## Clasificación final
|    | Ciclista         | Equipo                       | Tiempo     |
| -- | ---------------- | ---------------------------- | ---------- |
| 1  | Edgard De Caluwé | Dilecta-Wolber               | 7h 42' 00" |
| 2  | Sylvère Maes     | Alcyon-Dunlop                | m. t.      |
| 3  | Marcel Kint      | Pelissier-Mercier-Hutchinson | m. t.      |
| 4  | Louis Hardiquest | De Dion Bouton               | m. t.      |
| 5  | Maurice Croon    | Wim Sport                    | m. t.      |
| 6  | Constant Lauwers | Helyett-Hutchinson           | m. t.      |
| 7  | Émile Masson     | Alcyon-Dunlop                | m. t.      |
| 8  | René Walschot    | J.B. Louvet-Wolber           | m. t.      |
| 9  | Edward Vissers   | Alcyon-Dunlop                | m. t.      |
| 10 | Gaston Rebry     | Mercier-Hutchinson           | + 25"      |